# 希拉自由鎮
希拉自由鎮（葡萄牙語：Vila Franca de Xira，發音：[ˈvilɐ ˈfɾɐ̃kɐ ðɨ ˈʃiɾɐ] ⓘ）是葡萄牙里斯本區的市镇。面積317.7平方公里。人口有133,224人。位於塔霍河的西岸，葡萄牙首都里斯本東北32公里處。這裡在七月和十月都會舉行奔牛節。

## 友好城市
- 法國 维勒瑞夫